# ウィスコンシン・セントラル鉄道
ウィスコンシン・セントラル鉄道（ウィスコンシン・セントラルてつどう、Wisconsin Central Railway）は アメリカ合衆国にかつて存在した一級鉄道である。報告記号はWC。現在はウィスコンシン・セントラルとしてカナディアン・ナショナル鉄道（CN）の子会社となっている。本項では、CN傘下となる以前のウィスコンシン・セントラル鉄道について述べる。

## 歴史
WCの起源は1871年2月にウィスコンシン州議会により設立されたウィスコンシン・セントラル・レールロード（Wisconsin Central 'Railroad'）である。隣接する州と結ぶことを目的としていた。
WCが独立した鉄道として運営されたのは短い期間であった。WC建設当時は、鉄道を敷くといえばアメリカ政府が鉄道用地を無償で提供し、場合によっては周辺の土地も無償で譲渡していたが、WCの線路の大部分はそうした土地に建設されており、またウィスコンシン州で唯一、それがなされた鉄道でもあった。WCの線路は1877年にウィスコンシン州アシュランド、1884年にミネソタ州セントポール、1886年にイリノイ州シカゴ、1908年にウィスコンシン州スペリオルに達した。
1889年から1893年までノーザン・パシフィック鉄道（NP）にリースされた。これは、NPが自社路線としてセントポールとミネアポリスの双子都市圏からシカゴを目指した折、新線を建設するのではなく既存の鉄道をリースしたために生じた契約であった。しかし、そのリース額が高額だったため、1893年恐慌も重なりNPは倒産してしまい、リース契約は終了した。NPによる買収提案は実現せずに終わり、代わって1908年にはミネアポリス・セント・ポール・アンド・スー・セント・マリー鉄道（スー・ライン鉄道と区別するため旧SOOと記述する）にリースされた。旧SOOはカナダ太平洋鉄道の子会社であった。その間、1897年に会社名をウィスコンシン・セントラル・レールウェイ（Wisconsin Central Railway）とした。
1932年、WCは管財下におかれ、1944年に倒産。1954年に再度ウィスコンシン・セントラル・レールロード（Wisconsin Central Railroadに再編された。最終的に、1961年にスー・ライン鉄道（SOO）に吸収された。

## シカゴ・グランド・セントラル駅
NP管理下時代の1889年、WCは南部のターミナルとして シカゴ・グランド・セントラル駅を建設した。設計はソロン・スペンサー・ビーマン（Solon Spencer Beman）で、ロマネスク様式のものである。
NPのリースが1893年に終了した際、シカゴ・グランド・セントラル駅を含むシカゴの資産はボルチモア・アンド・オハイオ鉄道（B&O）が獲得した。